# آگوستینا آلونسو
آگوستینا آلونسو (اسپانیایی: Agostina Alonso‎؛ زادهٔ ۱ اکتبر ۱۹۹۵) بازیکن هاکی روی چمن زن اهل آرژانتین است.